# Rosenmontagsball
Rosenmontagsball (nemško dobesedno Ples pustnega ponedeljka) je trinajsti album češke skupine Banjo Band.
Vsebuje nemške različice vseh pesmi z albuma Ta country česká, ta je tak hezká. Izšel je leta 2012, posnet pa je bil leta 1990 in 2004. Tako kot njihov prvi nemški album Guten Tag! je tudi tega skupina izdala pod psevdonimom „Hexenschuss-Band“.

## Seznam skladb
| Št. | Naslov                                                         | Dolžina |
| --- | -------------------------------------------------------------- | ------- |
| 1.  | „Angello‟ (Béda)                                               | 2:36    |
| 2.  | „Elvira‟ (Boženka)                                             | 2:42    |
| 3.  | „Ich hab' es hinter mir‟ (U sila)                              | 2:36    |
| 4.  | „Mein Mädchen lebt bei kiel‟ (Ouvej, ach, ouvej)               | 3:03    |
| 5.  | „Holz für marlies‟ (Běžím, běžím na Hynka)                     | 2:44    |
| 6.  | „Eine Seefahrt - Die Ballade von G. Kotzmann‟ (Ptáčku, ptáčku) | 2:00    |
| 7.  | „Karlchen, Karlchen‟ (Jeníku, Jeníku)                          | 2:00    |
| 8.  | „Prügelei in der Brauerei‟ (U Kralových Var)                   | 2:52    |
| 9.  | „Oben‟ (U Kostelce nad Černými lesy)                           | 2:18    |
| 10. | „Ich liebe den Heinrich‟ (Já mám ráda Jindru)                  | 2:20    |
| 11. | „In Celle‟ (A já mám holku v Kladně)                           | 2:25    |
| 12. | „Zur Traube‟ (U zlatého soudku)                                | 2:27    |
| 13. | „Rosenmontagsball‟ (Myslivecký ples)                           | 2:13    |
| 14. | „Gardedame‟ (Gardedáma)                                        | 2:25    |

## Zasedba
- Ivan Mládek – banjo, kazoo, vokal
- Lucie Novotná – vokal
- Vlasta Novotná – vokal
- Vítězslav Marek – trobenta
- Ivo Pešák – klarinet
- Zdeněk Kalhous – klavir
- Václav Dědina – tuba
- Jan Mrázek – perilnik
- Michal Pälka – klarinet
- Tomáš Linka – harmonika
- František Kacafirek – violina
- Jan Pacák – kazoo